# Johanna Brinkhuijsen
Johanna Brinkhuijsen (getauft am 28. August 1682 in Amsterdam; begraben am 15. Januar 1717 ebenda) war eine niederländische Schauspielerin.

## Leben
Johanna Brinkhuijsen wurde am 28. August 1682 in Amsterdam getauft. Sie war die Tochter des Schauspielers und Schlossers Harmanus Pietersz. Brinkhuijsen (1650–1695) und der Schauspielerin Maria Petit (ca. 1661 – zwischen 1718 und 10–1722). Johanna Brinkhuijsen war das erste Kind des Theaterpaares Hermanus Brinkhuijsen und Maria Petit. Zeugen ihrer Taufe waren ihr Hermanus Benjamin und seine Frau Catharina Petit. Sie hatte elf Geschwister, darunter auch sehr jung verstorbene Zwillinge und war das einzige der Brinkhuijsen-Kinder, die ebenso wie ihre Eltern Schauspielerin wurde.
Sie arbeitete von 1697 bis zu ihrem Tod als Schauspielerin an der Stadsschouwburg Amsterdam. Dort stieg ihre Auftrittsgage im Laufe der Jahre von 1 Gulden bis auf 5 Gulden pro Auftritt. Im Jahr 1706 soll sie außerdem Glasmalerei und Stickerei erlernt haben. An die Berühmtheit ihrer Mutter oder ihrer Tante Catharina konnte Johanna Brinkhuijsen nicht anknüpfen. Es ist nicht bekannt, welche Bühnenrollen sie spielte. Über ihr Privatleben ist mehr bekannt. Sie soll unverheiratet geblieben sein. Im Jahr 1708 kam es zu einem Skandal, sie soll, nach Zeugenaussagen, von 1706 bis 1708 eine Affäre mit dem portugiesischen Juden Benjamin Labrote gehabt haben, von dem sie auch schwanger geworden sein soll. Über ein mögliches Kind ist jedoch nichts bekannt. Da zu der Zeit eine Verbindung zwischen Christen und Juden verboten war, war dies eine heftige Anschuldigung. Sie soll von Cornelis Boekelman ausgegangen sein. Johanna Brinkhuijsen soll seinen Cousin Jan ten Cate nur heiraten wollen, um die Herkunft und Unehelichkeit ihres Kindes zu verschleiern. Dafür ließ Boekelman allerlei Zeugen aussagen, die Aussagen über angebliches unmoralisches Verhalten von Johanna Brinkhuijsen und ihrer Mutter Maria Petit machten. Ob es überhaupt eine Beziehung zwischen Johanna Brinkhuijsen und Jan ten Cate gab, bleibt im Dunkeln. Jedoch machte auch ihr Stiefvater Eldert Ossenhuis, gegen sie und ihre Mutter gewandt, eine Aussage und auch eine angeheiratete Tante hat eine Aussage gemacht, die sie belastete. Der Ausgang des Falles ist unbekannt. Johanna Brinkhuijsen starb neun Jahre nach dieser Affäre und wurde als Tochter des verstorbenen Harmanus Brinkhuijsen auf dem Kartäuserfriedhof am  15. Januar 1717 beigesetzt.